# Literatura Latinoamericana y del Caribe en Ciencias de la Salud
De acrónimo LILACS, se trata de una base de datos de información bibliográfica en línea para las ciencias de la salud. En general, cubre la totalidad de la literatura del área, producida por autores de América Latina y publicada en los países de la región a partir de 1982. LILACS es mantenida por el Centro Latinoamericano y del Caribe de Información en Ciencias de la Salud (también conocido como BIREME), que se encuentra en São Paulo, Brasil. Al igual que en MEDLINE, que fue desarrollado por la National Library of Medicine de los EE. UU., incluye referencias bibliográficas de documentos que han sido publicados en un conjunto de publicaciones científicas y médicas de la región, y que no están cubiertas por MEDLINE.
Son analizados y procesados documentos, tales como tesis, capítulos de tesis, libros, capítulos de libros, actas de congresos o conferencias, informes técnicos y científicos, publicaciones y artículos gubernamentales tomados de análisis actual de aproximadamente 400 títulos de revistas del área.
La base de datos se estructura a través de la Metodología LILACS y comprende:
- Software LILDBI-Web - Software usado para hacer la descripción e indización de los documentos, y realizar comprobaciones de datos requeridos por la metodología;
- Software SeCS - Sistema de Control de Colecciones de Publicaciones Periódicas: Se utiliza para controlar la colección de publicaciones periódicas y control de los títulos de revistas;
- DeCS - Descriptores en Ciencias de la Salud: vocabulario controlado utilizado en la indización para asegurar las necesidades de recuperación de las referencias bibliográficas;
- Manual de Descripción Bibliográfica (séptima edición - 2008): orientación en el llenado de los campos de datos del LILDBI-Web;
- Manual de Indización: guía para la indización de los documentos descritos en el LILDBI-Web. La indización en LILACS sigue la política de indización muy similar a la de la NLM - Biblioteca Nacional de Medicina de los EE. UU.;
- Guía de selección de documentos: guía para la selección de documentos y artículos de publicaciones periódicas que se agregan a la base de datos LILACS.